# 貴西道
貴西道（きせい-どう）は中華民国北京政府により設置された貴州省の道。

## 沿革
1913年（民国2年）に黔西道として設置。観察使は安順県に置かれ、下部に安順、普定、清鎮、鎮寧、郎岱、平壩、紫雲、南籠、普安、興義、興仁、関嶺、安南、貞豊、冊亨、盤県、大定、畢節、威寧、黔西、織金、水城、赤水の23県を管轄した。1914年（民国3年）5月に貴西道と改称、観察使も道尹と改められ、畢節県に移された。1923年（民国12年）12月に廃止されている。

## 行政区画
廃止直前の下部行政区画は下記の通り。（50音順）
- 安順県
- 安南県
- 威寧県
- 関嶺県
- 黔西県
- 興義県
- 興仁県
- 冊亨県
- 紫雲県
- 織金県
- 水城県
- 清鎮県
- 赤水県
- 大定県
- 鎮寧県
- 貞豊県
- 南籠県
- 盤県
- 畢節県
- 普安県
- 普定県
- 平壩県
- 郎岱県